# Agounah
L'Agounah (hébreu : עגונה, pluriel agounot (עגונות) ; littéralement 'ancrée ou enchaînée') représente, dans la tradition juive, la situation d'une femme dont l'époux a disparu sans laisser de traces, qui a été abandonnée par lui (sans motif et sans divorce), ou encore une femme à qui le mari refuse de donner le guett, l'acte de divorce religieux dans le judaïsme.
Dans la religion juive  seul le mari peut "remettre" à sa femme le guett (divorce). Et tant qu'il ignore ou refuse la demande de divorce, la femme est privée de sa liberté. En raison du refus de l'époux, la femme ne pourra pas se remarier (avec un homme juif), et toute relation sexuelle avec un juif sera considérée comme adultère, et l'enfant qui naîtrait de ce genre d'union serait considéré comme mamzer.
En cas de disparition, l'agounah, elle, n’est pas autorisée à se remarier tant que le sort de son mari n’a pas été définitivement connu, car elle ne sera considérée veuve selon la Loi judaïque que le jour où l’on aura eu la preuve formelle de la mort de son mari.
Si les Françaises de confession juive sont protégées par les lois de la République et peuvent obtenir leur divorce civil, les Israéliennes de confession juive, elles, sont privées d'un tel recours face à ce "fléau de société", selon l'expression de l'avocat Maître Benezra[Qui ?]. Il n'existe pas de mariage civil en Israël (les couples mixtes ou les couples athées se marient le plus souvent à Chypre, leur mariage civil est reconnu une fois de retour dans leur pays). Dans le cas du mariage, et de fait, des divorces, la loi juive s'applique en lieu et place d'une loi de l'État.
Au sein de l'État d’Israël, des communautés juives des États-Unis et du Canada et en France (à l'initiative du Grand-rabbin de France), la journée du jeûne d'Esther est  consacrée au sort des agounotes.